# Felsenbirnen
Die Pflanzengattung Felsenbirnen (Amelanchier) gehört zu den apfelfrüchtigen Kernobstgewächsen (Pyrinae) innerhalb der Familie der Rosengewächse (Rosaceae).

## Beschreibung

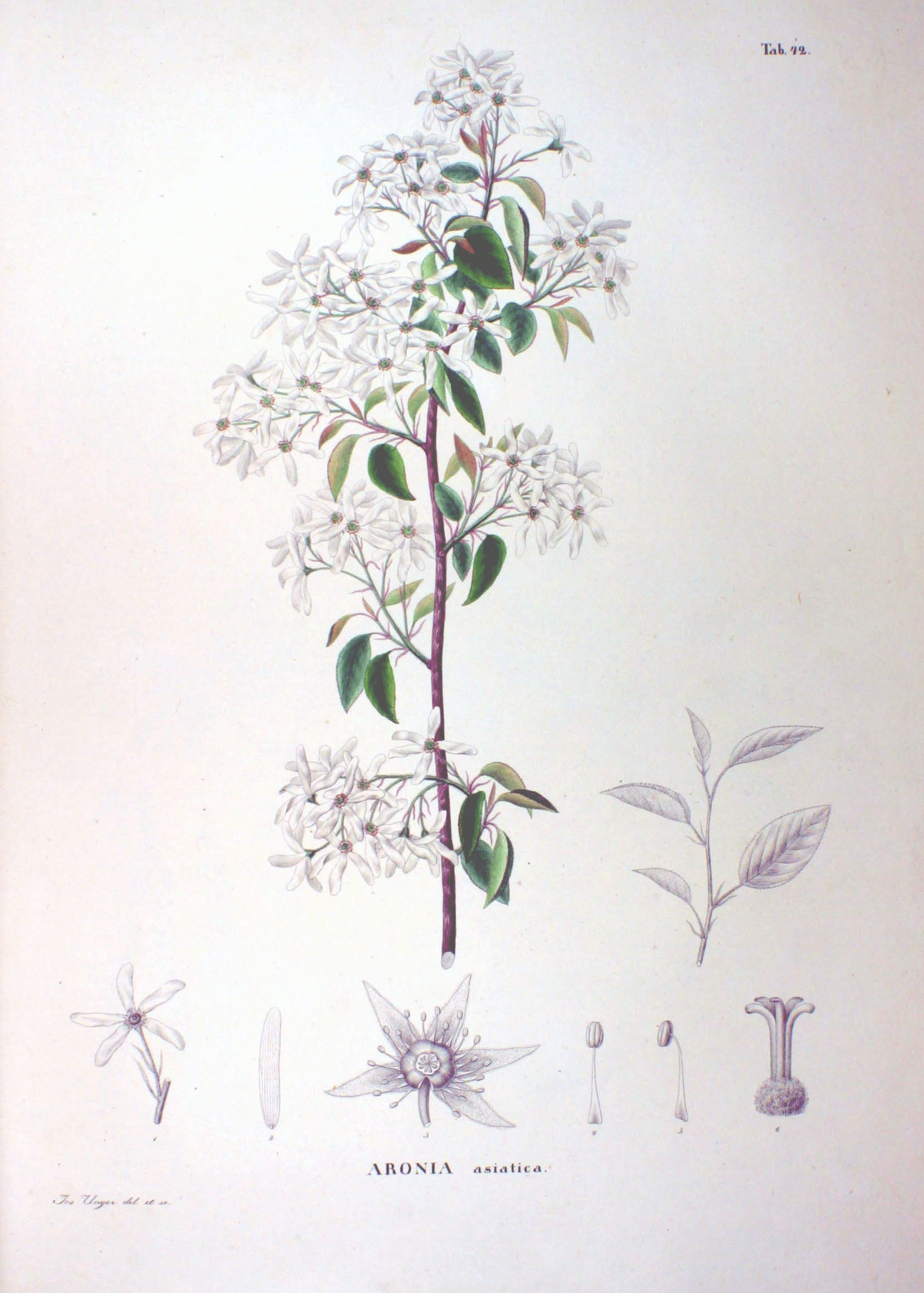
Illustration der Kanadischen Felsenbirne (Amelanchier canadensis)

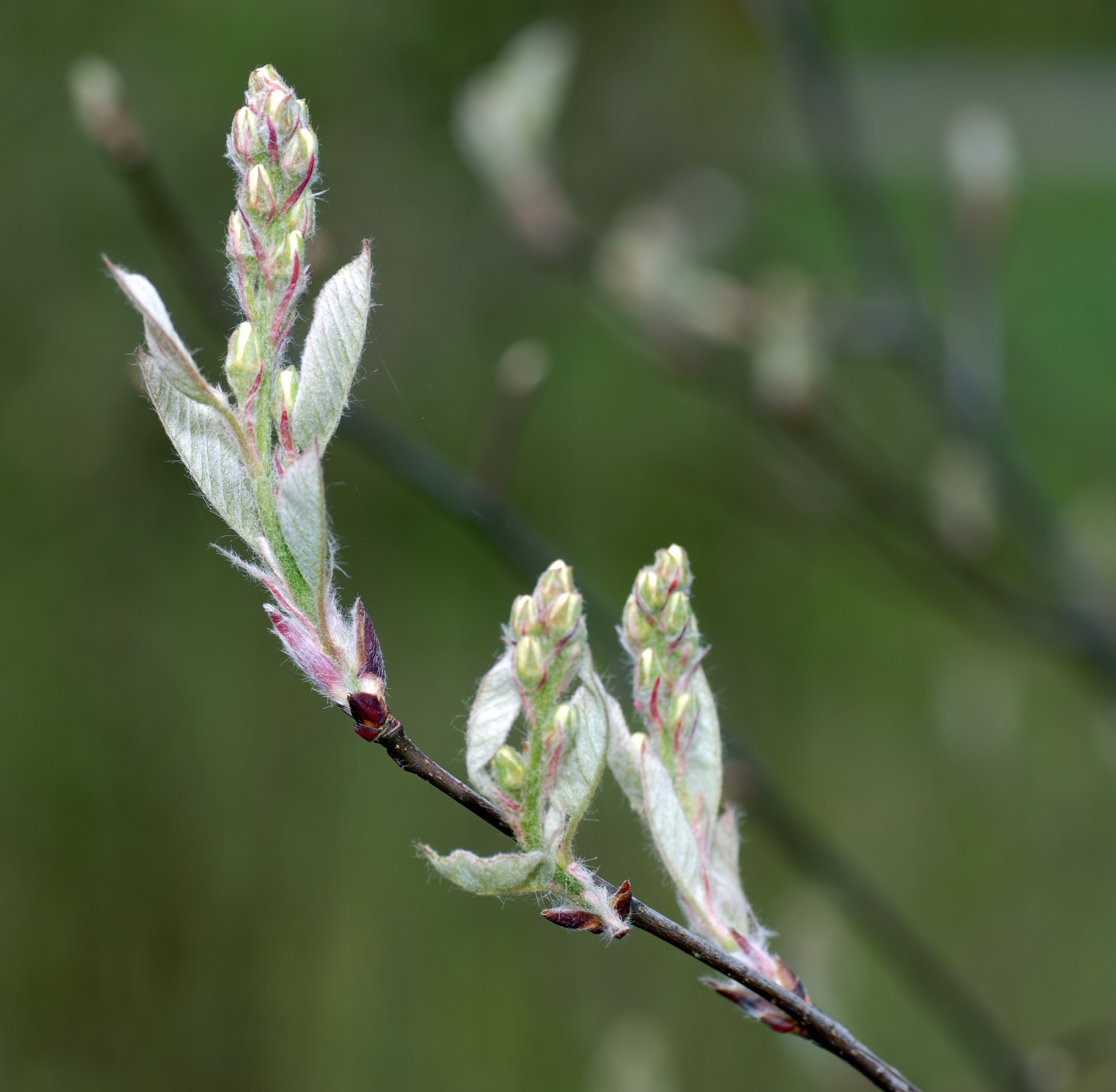
Ährige Felsenbirne (Amelanchier spicata) kurz vor dem Aufblühen

### Vegetative Merkmale
Amelanchier-Arten sind laubabwerfende, sommergrüne Sträucher oder kleine Bäume. Die auffälligen Winterknospen sind schmal-zylindrisch mit einigen Knospenschuppen. Die Blattspreiten-Hälften ruhen in der Knospenlage konduplikativ (entlang der Längsachse) zusammengeklappt – also ähnlich wie auch beim Tulpenbaum.
Die wechselständig an den Zweigen angeordneten Laubblätter sind in Blattstiel und Blattspreite gegliedert. Die einfachen Blattspreiten sind häufig filzig behaart. Die Blattränder sind glatt oder gesägt. Nebenblätter sind vorhanden.

### Generative Merkmale
In endständigen traubigen Blütenständen stehen viele Blüten zusammen.
Der Blütenbecher (Hypanthium) ist glockenförmig. Die zwittrigen Blüten sind radiärsymmetrisch und fünfzählig mit doppelter Blütenhülle. Die fünf freien Kelchblätter sind ganzrandig. Die fünf freien Kronblätter sind meist weiß, länglich oder lanzettlich, schlank. Es sind zehn bis zwanzig Staubblätter vorhanden. Die zwei bis fünf Fruchtblätter sind unter- bis halbunterständig. Je Fruchtblatt sind zwei Samenanlagen vorhanden. Die zwei bis fünf Griffel sind teilweise verwachsen oder frei.
Die bei Reife dunkel-violetten bis bläulich-schwarzen, kleinen, apfelförmigen Früchte, es sind Sammelbalgfrüchte, mit vier bis zehn einsamigen Fächern (die Fächer sind Balgfrüchte) sind saftig und süß. Die Früchte weisen am oberen Ende noch die zurückgekrümmten Kelchblätter und Blütenbecherreste auf.

### Inhaltsstoffe
Blätter und Samen der Felsenbirne enthalten geringe Mengen cyanogener Glykoside (d. h. Blausäure abspaltender Glykoside). Nach dem Verzehr von unreifen Früchten oder großer Mengen zerkauter Samen können Magen-Darm-Beschwerden auftreten. Unzerkaute Samen werden unverdaut wieder ausgeschieden. Nach dem unbeabsichtigten Zerbeißen einiger Samen sind jedoch keine Vergiftungssymptome zu erwarten – ähnlich wie bei Apfelkernen, die auch cyanogene Glykoside in allerdings deutlich größerer Menge enthalten. Die Felsenbirne enthält auch Flavonoide, diese sekundären Pflanzenstoffe wirken als Antioxidantien und schützen die Zellen vor Schäden durch Viren und Schädlingen. Sie enthält auch Pektin, dieser lösliche Ballaststoff unterstützt die Verdauung und kann zur Regulierung des Cholesterinspiegels beitragen.

## Systematik, botanische Geschichte und Verbreitung
Der botanische Gattungsname Amelanchier leitet sich ab von der französisch-provencalischen Bezeichnung amélanche für die Früchte der dort heimischen Amelanchier ovalis. Das Wort amelanche ist keltisch-gallischen Ursprungs und bedeutet Äpfelchen. Die erste schriftliche Erwähnung von Amelanchier datiert aus dem Jahre 1549. Die Gattung Amelanchier wurde 1789 durch Friedrich Casimir Medicus aufgestellt.
Die Gattung Amelanchier umfasst etwa 25 Arten, die fast alle in Nordamerika verbreitet sind. Eine Art ist in Europa bis Kleinasien und zwei Arten sind in Asien beheimatet.

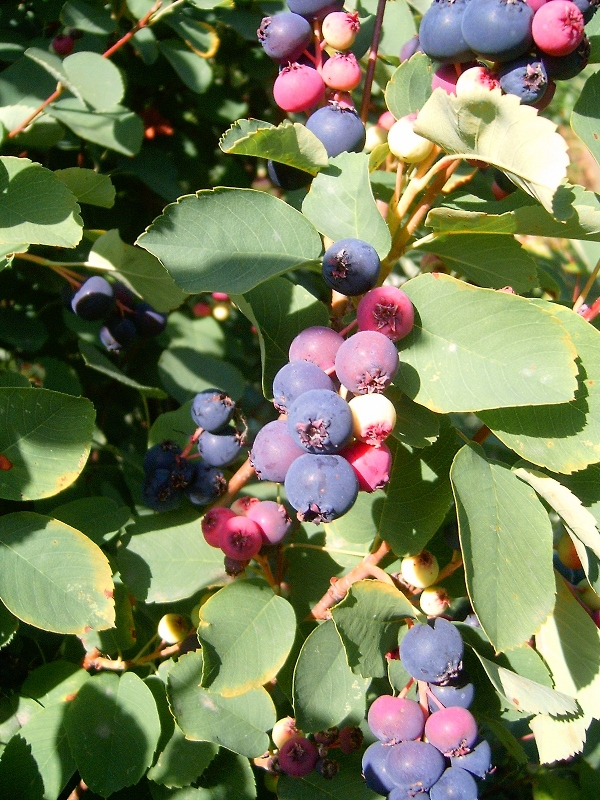
Gewöhnliche Felsenbirne (Amelanchier ovalis) mit Früchten

- Erlenblättrige Felsenbirne oder Saskatoon (Amelanchier alnifolia (Nutt.) Nutt. ex M.Roem.): Es gibt drei Varietäten in Nordamerika:[1]
  - Amelanchier alnifolia (Nutt.) Nutt. ex M.Roem. Amelanchier alnifolia
  - Zwerg-Felsenbirne (Amelanchier alnifolia var. pumila (Nutt.) C.K.Schneid., Syn.: Amelanchier pumila (Nutt.) M.Roem., Amelanchier sanguinea var. pumila (Nutt.) P.Landry) – Nordamerika, nicht zu verwechseln mit der Zuchtform Amelanchier ovalis Sorte ‘Pumila’ der Gewöhnlichen Felsenbirne aus Europa.
  - Amelanchier alnifolia var. semi-integrifolia (Hook.) C.L.Hitchc.
- Baum-Felsenbirne (Amelanchier arborea (F.Michx.) Fernald) – Nordamerika[1]
  - Hängende Baum-Felsenbirne (Amelanchier × grandiflora Rehder) – Kreuzung aus Amelanchier laevis und Amelanchier arborea oder Amelanchier canadensis, von manchen Autoren auch als Synonym von Amelanchier lamarckii aufgefasst.
- Asiatische Felsenbirne (Amelanchier asiatica (Sieb. & Zucc.) Endl. ex Walpers): Sie kommt in Japan, Korea und in China im Huang Shan im südlichen Anhui, im Mufu Shan im nordwestlichen Jiangxi, in Qin Ling im südlichen Shaanxi, im Tianmu Shan im nordwestlichen Zhejiang vor.[2]
- Amelanchier bartramiana (Tausch) M.Roem. – Nordamerika[1]
- Kanadische Felsenbirne (Amelanchier canadensis (L.) Medik.) – Nordamerika[1]
- Amelanchier confusa Hylander – Schweden, Ursprung unbekannt, manchmal als Varietät von Amelanchier lamarckii betrachtet
- Amelanchier cusickii Fernald, Syn.: Amelanchier alnifolia var. cusickii (Fernald) C.L.Hitchc., Amelanchier basalticola Piper, Amelanchier florida var. cusickii (Fernald) B.Boivin – Nordamerika[1]
- Amelanchier denticulata (Kunth) K.Koch – Mexiko
- Amelanchier fernaldii Wiegand[1] – möglicherweise Kreuzung aus Amelanchier humilis und Amelanchier sanguinea, Nordamerika
- Amelanchier humilis Wiegand – Nordamerika[1]
- Amelanchier interior E.L.Nielsen – Nordamerika[1]
- Kahle Felsenbirne (Amelanchier laevis Wiegand) – Nordamerika[1]
- Kupfer-Felsenbirne, Korinthenbaum (Amelanchier lamarckii F.G.Schroeder) – wird oft mit Amelanchier canadensis verwechselt, Nordamerika
  - Essbare Felsenbirne (Amelanchier ballerina) – auch als Zuchtform Amelanchier lamarckii Sorte 'Ballerina' betrachtet, wahrscheinlich Kreuzung aus Amelanchier lamarckii und Amelanchier laevis. Sie ist die am häufigsten angebotene Sorte in Deutschland.
- Amelanchier nantucketensis E.P.Bicknell – Nordamerika[1]
- Amelanchier obovalis (Michx.) Ashe – Nordamerika
- Gewöhnliche Felsenbirne oder Echte bzw. Europäische Felsenbirne (Amelanchier ovalis Medik.) – Mittel- und Südeuropa
- Amelanchier pallida Greene – Nordamerika[1]
- Blutrote Felsenbirne (Amelanchier sanguinea (Pursh) DC.) – Nordamerika.[1]
- Amelanchier sinica (C.K.Schneider) Chun: Sie gedeiht an Hängen, zwischen Sträuchern in Höhenlagen von 1000 bis 2000 Metern in den chinesischen Provinzen Henan, Gansu, Shaanxi, Hubei sowie Sichuan.[2]
- Ährige Felsenbirne oder Besen-Felsenbirne (Amelanchier spicata (Lam.) K.Koch, Syn.: Amelanchier canadensis var. spicata (Lam.) Sarg., Amelanchier canadensis subsp. spicata (Lam.) Á.Löve & D.Löve, Amelanchier canadensis var. stolonifera (Wiegand) P.Landry, Amelanchier spicata var. stolonifera (Wiegand) Cinq-Mars, Amelanchier stolonifera Wiegand): Sie ist in Nordamerika vom nördlichen Kanada über nördlichen-zentralen bis östlichen USA verbreitet. Es gibt Fundortangaben für New Brunswick, Nova Scotia, Ontario, Prince Edward Island, Québec, Alabama, Connecticut, Georgia, Illinois, Iowa, Maine, Maryland, Massachusetts, Michigan, Minnesota, New Hampshire, New Jersey, New York, Newfoundland, North Carolina, North Dakota, Ohio, Pennsylvania, Rhode Island, South Carolina, Vermont, Virginia, West Virginia sowie Wisconsin.[1]
- Utah-Felsenbirne (Amelanchier utahensis Koehne) – Nordamerika[1]

## Nutzung
Die Felsenbirnen-Arten werden in der Regel als Ziersträucher kultiviert. Als solche werden in Mitteleuropa die Arten Amelanchier arborea, Amelanchier lamarckii, Amelanchier laevis und Amelanchier ovalis und deren Sorten verwendet, seltener auch Amelanchier alnifolia und Amelanchier spicata.
Je nach Felsenbirnen-Arten sind die Früchte mehr oder weniger aromatisch, saftig und süß. Die Wildfrüchte können zu einer süßen Marmelade mit marzipanartigem Beigeschmack verarbeitet werden. Die Samen der Früchte sowie die Blätter enthalten geringe Mengen an Blausäure abspaltenden Glykoside, die zu den Pflanzengiften zählen. Zerkaute Samen können beim Verzehr größerer Mengen zu Magenbeschwerden, Übelkeit und Durchfall führen.
In Kanada gibt es Plantagen der Erlenblättrigen Felsenbirne oder Saskatoon (Amelanchier alnifolia).
Im Folgenden sind einige Inhaltsstoffe der Felsenbirnenfrucht aufgelistet und deren unterstellte Wirkung beschrieben.
- Flavonoide halten die Gefäße geschmeidig und das Herz gesund.
- Mineralstoffe wie Magnesium, Kalzium und Eisen unterstützen den Schlaf, eine normale Nervenfunktion und Muskeltätigkeit.
- Unverdauliche Ballaststoffe wie Pektin sättigen, ohne Nahrungsenergie zu liefern, und unterstützen so das Abnehmen sowie die Verdauung.
- Gerbstoffe werden in der Naturmedizin eingesetzt, um Entzündungen im Mund- und Rachenraum zu bekämpfen.

## Pflanzenkrankheiten
Amelanchier-Arten werden manchmal von Mehltau befallen. In Frage kommen die Mehltau-Arten Podosphaera clandestina vor. clandestina, Phyllactinia guttata und Phyllactinia mali.

### Historische Literatur
- Amelanchier. In: Meyers Konversations-Lexikon. 4. Auflage. Band 1, Verlag des Bibliographischen Instituts, Leipzig/Wien 1885–1892,  S. 455.